# ایوان بان
ایوان بان (انگلیسی: Iwan Baan؛ زادهٔ ۸ فوریهٔ ۱۹۷۵) در آلکمار یک عکاس معماری اهل هلند است. بان از اشخاصی است که با به چالش کشیدن سنت عکاسی معماری در ساکن نشان دادن ساختمان‌ها، تلاش داشته تا «داستان یا حسی» برای هر پروژه ارائه دهد و این امر را که افراد چگونه فضا را کشف می‌کنند بیان کند. وی عکاس پروژه‌های برخی از بنام‌ترین معماران جهان، از جمله رم کولهاس و تویو ایتو بوده است.

## نمایشگاه‌ها
- ایوان بان: ۵۲ هفته، ۵۲ شهر، نمایش داده شده در مونپلیه (۲۰۱۶) کپنهاگ (۲۰۱۵)، هامبورگ (۲۰۱۵)، هرفورد (۲۰۱۳)